# Horiomyzon
Horiomyzon is een monotypisch geslacht van straalvinnige vissen uit de familie van de antennemeervallen (Heptapteridae).

## Soort
- Horiomyzon retropinnatus Stewart, 1986